# Black Mark Production
Black Mark Production — шведський музичний лейбл, що спеціалізується переважно на виданні альбомів у жанрах хеві-метал та підстилях екстремального металу. Лейбл був створений у 1991 році Бер'є Форсбергом, якому вдалося зібрати під знаменами Black Mark Production багато молодих талановитих скандинавських та європейських метал-колективів. Багато з них згодом стали чи не провідними виконавцями у своїх піджанрах: Bathory, Edge of Sanity, Cemetary, Lake of Tears, Morgana Lefay, Nightigale, Fleshcrawl тощо.
Лейбл мав власні представництва у Стокгольмі, Берліні, Торонто та Нью-Йорку. У цей час штаб-квартира компанії розташована у шведському містечку Брузагольм. Історія лейблу тісно пов'язана з вокалістом гурту Bathory Квортоном, про якого навіть ходили чутки, що він був сином власника компанії Бер'є Форсберга. Втім чутки так і залишилися чутками.

## Співпрацюючі гурти[2]
- 8 Foot Sativa
- Agressor
- Airdash
- Anesthesy
- Apostasy
- Auberon
- Bathory
- Cemetary
- Corporal Punishment
- Crimson Midwinter
- Dan Swanö
- Divine Sin
- Edge of Sanity
- Elysium
- Exoto
- Fleshcrawl
- Furbowl
- Ghostorm
- Gomorrah
- Haterush
- Heads or Tales
- Hexenhaus
- Horricane
- Infinite Flame
- Invocator
- Jennie Tebler
- Jennie Tebler's Out of Oblivion
- Keen Hue
- Lake of Tears
- Leukemia
- Lothlorien
- Memento Mori
- Mental Crypt
- Morgana Lefay
- Necrophobic
- Necrosanct
- Necrosis
- Nightingale
- Noble Rot
- Overload
- Oz
- Pike
- Purity
- Quorthon
- Red Harvest
- Respect
- Rosicrucian
- Scum
- Seance
- Shattered
- Tad Morose
- Thundersteel
- Trash
- Tribulation
- World of Silence
- Yosh

## Контактна інформація
Фізична адреса:

Villa Hammerheart

Lundbergsgatan 5,

SE-570 34 Bruzaholm

Sweden